# アエンデ隕石

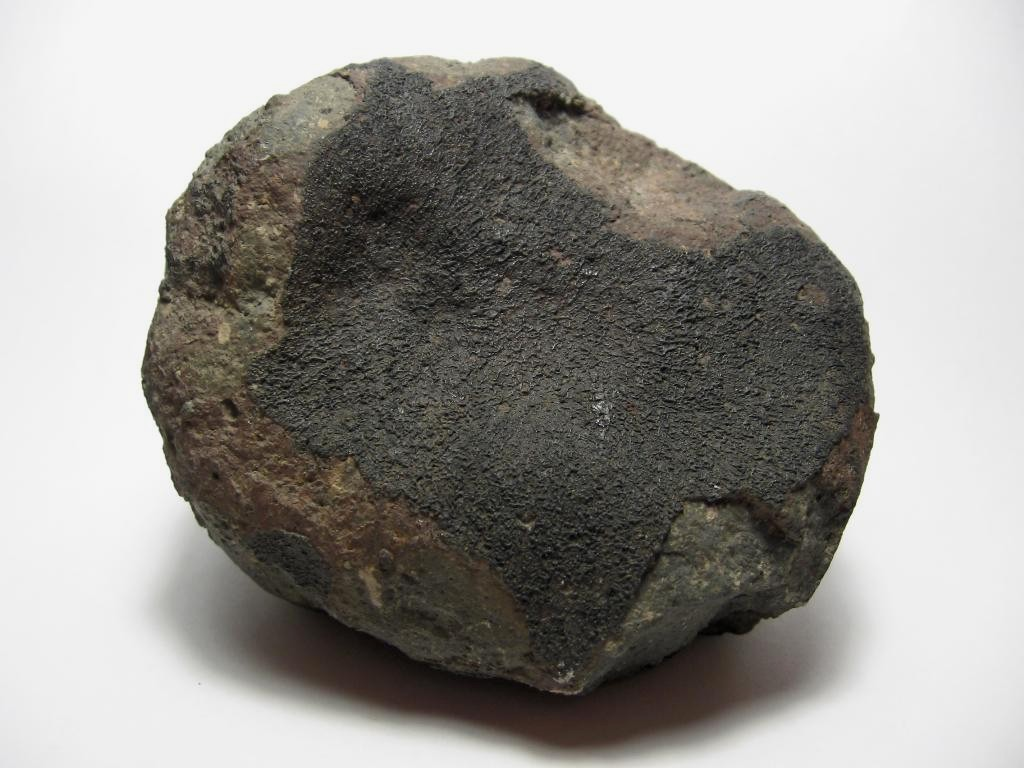
アジェンデ隕石

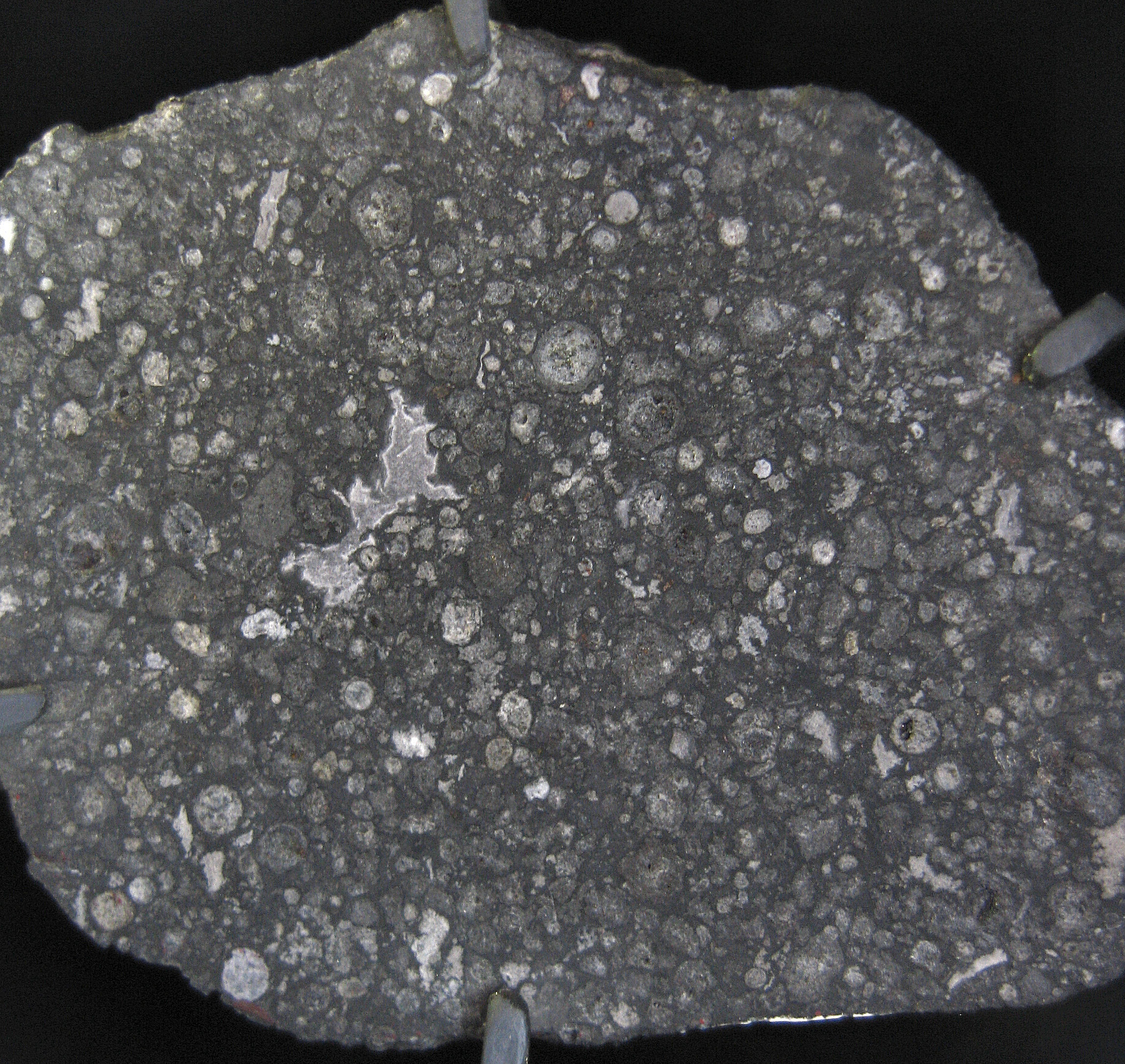
組織

## 概要
アジェンデ隕石（アジェンデいんせき、Allende meteorite）は1969年2月8日の朝、メキシコに落下した隕石雨である。火球は広い範囲で観察され、大気中で爆発して数千の破片となった隕石はメキシコのチワワ州のアジェンデ村の近くの10×50kmの範囲に隕石雨となって落下した。落下した隕石の総重量は5トンと見積もられ、そのうち約3トンが回収された。

## 名称
スペイン語では、"ll"の発音にヤ行、リャ行、ジャ行の3通りの発音があるが、メキシコではジャ行で発音する独特の訛りがある。従って、メキシコでは、tortilla=「トルティージャ」、llama=「ジャマ」、Allende=「アジェンデ」と発音される。一方で、アメリカ人は「アエンデ」と発音する人が多い。「アレンデ」は完全な誤表記である。

## 化学的性質
アジェンデ隕石は炭素質コンドライトに分類され、アルミニウムやカルシウムに富む含有物（CAI：Calcium-aluminium-rich inclusion）やコンドリュールが見られる。それまで希少であった炭素質コンドライトのサンプルが大量に入手されたことや、アポロ11号によって月の石が持ち帰られ、惑星科学の発展が始まる時期であったので最も科学的な研究が行われた隕石であるとされる。
アジェンデ隕石のCAIは45.66億年前に形成されたものであり、これは発見されている物質の中で太陽系最古の物質である。また、5μmほどの炭化ケイ素(モアッサン石・Moissanite)が含まれており、これは超新星爆発の際に吹き飛ばされた粒子と判明している。
アジェンデ隕石からは2007年～2009年にかけて「グロスマン輝石 (Grossmanite)」、「デイビス輝石 (Davisite)」など、7種類の新鉱物が発見されている。このうちスカンジウムとジルコニウムの酸化鉱物にはこの隕石の名に因み「アジェンデ石(Allendeite)」と名づけられた。